# Cyhalothrine
Cyhalothrine is een toxische organische verbinding met als brutoformule C23H19ClF3NO3. De stof komt voor als een geel-bruine viskeuze vloeistof, die onoplosbaar is in water. Het is een gefluoreerd derivaat van een pyrethrine.

## Toepassingen en werking
Cyhalothrine wordt gebruikt als insecticide, dat werkzaam is doordat het de Na+-kanalen openzet. Als gevolg hiervan stromen er continu natrium-ionen in het cytoplasma, waardoor zenuwimpulsen ontstaan. Dit leidt tot coördinatiestoornissen bij het insect, waardoor het als het ware in coma is. De dood treedt enige tijd later in. Bij lage dosissen kunnen de meeste insecten cyhalothrine enzymatisch afbreken.
Handelsnamen van het product zijn Commodore, Grenade, Icon, Matador en Sentinel.

## Lambda-cyhalothrine
Lambda-cyhalothrine is een mengsel van de verschillende actieve isomeren van cyhalothrine. Het technisch product is een kleurloze tot beige vaste stof. Handelsnamen zijn Karate, Charge, Commodore, Excalibur, Hallmark, Icon, Insect-Ex, Matador, PP 321, Saber en Sentinel.

## Toxicologie en veiligheid
Cyhalothrine ontleedt bij verhitting boven 275°C, met vorming van giftige dampen. Het reageert met sterke oxidatoren.
De stof is irriterend voor de ogen, de huid en de luchtwegen. Ze kan effecten hebben op de zenuwuiteinden van de huid, met als gevolg jeuk, tintelingen en een brandend of verdovend gevoel.